# 誤りの相対性
『誤りの相対性』（あやまりのそうたいせい、The Relativity of Wrong）は、科学に関する17篇のエッセイを集めた、アイザック・アシモフのエッセイ集。この本は、「どんな学説も時間がたてばその誤りを証明される (all theories are proven wrong in time)」という観点について検討し、反駁するものである。
この本は、『ファンタジイ・アンド・サイエンス・フィクション』(F&SF) 誌に掲載されたエッセイを集めた一連の著作としては20冊目となる。『F&SF』誌にアシモフが書いたエッセイのほとんどすべてがそうであるように、『誤りの相対性』に収録されたそれぞれのエッセイも、アシモフ自身の自伝的エピソードから書き起こされ、特有の雰囲気を作り出している。収録されたエッセイの数篇は、同位体の発見や、その利用についての解説を含んでいる。

## 表題作
表題作となっているエッセイの中でアシモフは、誤りには程度というのもがあり、ある意味で間違っていることも、別の見方において間違っていることに比べれば、同程度にひどいことだとは限らない、と論じている。例えば、ある子どもが「砂糖」を意味する「sugar」の綴りを「pqzzf」と書いたとしたら、その子は明らかに正しくない。しかし、アシモフによれば、「shuger」など音を表現するという観点からはそれらしい綴りを書く子どもがいるとすれば、まったくデタラメの綴りを書く子どもより「間違いの程度は比較的小さい (less wrong)」。さらに、別の子どもが「スクロース (sucrose)」とか「C12H22O11」と書いたとすれば、それは正しい綴り字ではないが、言及されている実在するモノについての理解の深さを示唆することになるだろう。アシモフは、より好ましい試験の質問は、「sugar」の書き表し方をできる限り多く書かせ、その妥当性を説明させることであろうと提案している。
同様に、地球が球体であると信じることは、大地が平面であると信じるよりも、間違いの程度は小さいが、実際には地球は回転楕円体か、合理的に考えてそれに近い形状をしているので、やはり間違いであることになる。知識の水準が高まっていくにつれて、地球の形状もより精緻に捉え直されてゆき、一段階進むごとに慎重かつ微妙な探索が必要になってくる。大地を平面と考える理論の間違いと、地球は完全な球と考える理論の間違いを同一視する見方は「二つの間違いを合わせた以上に間違っている (wronger than both of them put together)」とアシモフは述べている。
マイケル・シャーマーは、このアシモフの議論を「アシモフの公理 (Asimov's axiom)」と名付け、アシモフ自身はこのエッセイの中でそのような言い回しを使っていなかったにもかかわらず「間違い以上に間違っている (wronger than wrong)」という表現で説明した。
アシモフは、この「誤りの相対性」のエッセイを、とある「英文学専攻生 (English Literature major)」から寄せられた書簡に記された、科学の進歩を信じるアシモフへの批判に対する応答として書いた。アシモフは、この名前が伏せられている人物を、世界についてのあらゆる科学的説明はいずれも誤っているのだ、というポストモダン的観点をとる者として描いている。理性主義者アシモフは、この批判に苛立ち、月刊誌『F&SF』にこの表題作となったエッセイを寄稿したのであった。

## 収録されたエッセイ
以下は、日本語版における配列に基づいている。年月は、『F&SF』誌における初出。
はじめに - 愛すべき著作について
第1部 元素と同位体
1 二番目に軽いもの (The Second Lightest) - 1986年6月
2 分子につけた標識 (Labels on the Molecules) - 1986年7月
3 下宿のおかみのパイのおかげ (The Consequences of Pie) - 1986年8月
4 内部に潜む敵 (The Enemy Within) - 1986年9月
5 光をもたらすもの (The Light-Bringer) - 1987年4月
6 まずは骨の話から (Beginning With Bone) - 1987年5月
第2部 太陽系
7 月と人間 (The Moon and We) - 1986年4月
8 口に出して言えない惑星 (The Unmentionable Planet) - 1986年11月
9 縮む惑星 (The Incredible Shrinking Planet) - 1987年3月
10 小さな天体 (The Minor Objects) - 1986年5月
第3部 太陽系の彼方
11 新しい星 (New Stars) - 1987年6月
12 燃え上がる星 (Brightening Stars) - 1987年7月
13 大爆発する星 (Super-Exploding Stars) - 1987年8月
14 袋小路 (The Dead-End Middle) - 1986年12月
15 対概念！(Opposite!) - 1987年1月
16 遠く、さらに遠く！(Sail On! Sail On!) - 1987年2月
第4部 エピローグ
17 誤りの相対性 (The Relativity of Wrong) - 1986年10月